# Falk Cierpinski
Falk Cierpinski (* 17. Mai 1978 in Halle (Saale)) ist ein deutscher Langstreckenläufer, der auch im Duathlon und Triathlon aktiv war.

## Leben
Falk Cierpinski ist der Sohn des zweifachen Marathonolympiasiegers Waldemar Cierpinski und der 800-Meter-Läuferin Maritta Politz, die an den Olympischen Spielen 1972 für die DDR teilgenommen hatte. Er war bis 2006 Triathlet im Bundesliga-Team des SV Halle und Mitglied der deutschen Nationalmannschaft im Duathlon.
2005 wurde er Deutscher Meister im Duathlon (Laufen, Radfahren, Laufen). 2006 belegte er Platz drei beim Triathlon-Europacup in Portorož. 2007 wurde er Sieger beim München-Triathlon (1,5 km Schwimmen, 40 km Radfahren, 10 km Laufen: 1:58:58 h). Cierpinski war beim 19. Halle-Triathlon am 17. Juni 2007 letztmals als Triathlet aktiv und erreichte den zweiten Platz hinter Christian Ritter.
Im Langstreckenlauf stellte er 2004 einen Landesrekord Sachsen-Anhalts über 10 km in 29:50 min auf, den er am 22. März 2008 beim Paderborner Osterlauf auf 29:48 min verbesserte. Im September 2006 lief er in Sydney seinen ersten Marathon in 2:24:27 h und wechselte in diese Disziplin. 
Seit 2006 ist er Mitglied der SG Spergau. Er hat bei einer Größe von 1,81 m ein Wettkampfgewicht von 70 kg. 
2007 belegte er beim Berlin-Marathon als bester Deutscher in 2:19:06 h den 23. Platz; zwei Wochen später siegte er beim München-Marathon, wo er sich eine Sonderprämie (München Hero) für eine kombinierte Zeit unter 4:30 h (exakte Zeit: 4:24:22 h) aus Marathon und Triathlon sicherte. 
Bei den Deutschen Meisterschaften im Straßenlauf über 10 km gewann er den Meistertitel am 13. September 2008 in Karlsruhe in 29:14 min mit 4 Sekunden Vorsprung und verbesserte damit innerhalb von sechs Monaten erneut seine eigene Bestleistung und den Sachsen-Anhalt-Rekord über diese Distanz.
Beim Hamburg-Marathon 2008 mit 2:15:48 h kam er als bester Deutscher auf Platz 22 ins Ziel. Damit verfehlte er sein Ziel, am Marathon der Olympischen Spiele in Peking teilzunehmen, wofür er gemäß der Norm des Deutschen Leichtathletik-Verbandes eine Zeit von 2:13 Stunden hätte erreichen müssen. Beim Berlin-Marathon im September 2008 lief er mit 2:13:30 h eine neue persönliche Bestzeit und belegte als bester Europäer den neunten Platz. Falk Cierpinski führte mit dieser Marathonzeit von Berlin auch die DLV-Jahresbestenliste von 2008 an. 
2009 verpasste er mit einer Zeit von 2:17 h beim Düsseldorf-Marathon zwar erneut die Norm des Deutschen Leichtathletik-Verbandes, wurde aber dennoch für die Weltmeisterschaften in Berlin nominiert. Geplagt von Seitenstechen kam er bei seinem ersten internationalen Marathon-Großereignis mit einer Zeit von 2:22:36 h als 49. ins Ziel.
2010 qualifizierte sich Cierpinski für die Europameisterschaften in Barcelona, musste jedoch verletzungsbedingt wenige Tage vorher absagen.
Die Qualifikation zum Marathon der Olympischen Spiele in London gelang ihm nicht, weil er bei den Qualifikationsrennen (Berlin-Marathon 2011 und Hamburg-Marathon 2012) jeweils aufgeben musste. Am 1. September 2013 gewann er über die Halbmarathondistanz beim Mitteldeutschen Marathon in seiner Heimatstadt Halle (Saale) und steigerte damit seine Halbmarathonbestzeit auf 1:05:18 h. 
Am 29. September 2013 beendete Cierpinski den Berlin-Marathon in einer Zeit von 2:14:50 h, ein Jahr später belegte er in 2:17:25 h als bester deutscher Läufer den 19. Rang. Die gleiche Platzierung 19 als bester Deutscher hatte er mit 2:17:255 h am 28. September 2014.
Er ist Geschäftsführer im Sportgeschäft seines Vaters Waldemar in Halle (Saale).

## Sportliche Erfolge
| Datum/Jahr    | Platz | Wettbewerb                          | Austragungsort | Zeit    | Bemerkung                                                                                                 |
| ------------- | ----- | ----------------------------------- | -------------- | ------- | --- |
| Mai 2005      | 1     | DTU Deutsche Meisterschaft Duathlon | Backnang       |         | Deutscher Duathlon-Meister auf der Kurzdistanz (10 km erster Lauf, 40 km Radfahren und 5 km zweiter Lauf) |
| 16. Sep. 2001 | 10    | ITU Duathlon World Championships    | Rimini         | 1:48:12 | Duathlon-Weltmeisterschaft auf der Kurzdistanz                                                            |